# Macrourus carinatus
Macrourus carinatus es una especie de pez de la familia Macrouridae en el orden de los Gadiformes.

## Morfología
• Los machos pueden llegar alcanzar los 100 cm de longitud total.

## Hábitat
Es un pez de aguas profundas que vive entre 200-1.200 m de profundidad aunque, normalmente lo hace entre 500-800 m.

## Distribución geográfica
Se encuentra en las aguas  templadas y subantárticas de ambas vertientes de Sudamérica, las Islas Malvinas, Sudáfrica, las Islas Crozet  y Nueva Zelanda

## Longevidad
Puede llegar a vivir 19 años.

## Interés comercial
En Argentina se exporta esta especie a Estados Unidos.